# 국립추모연구소

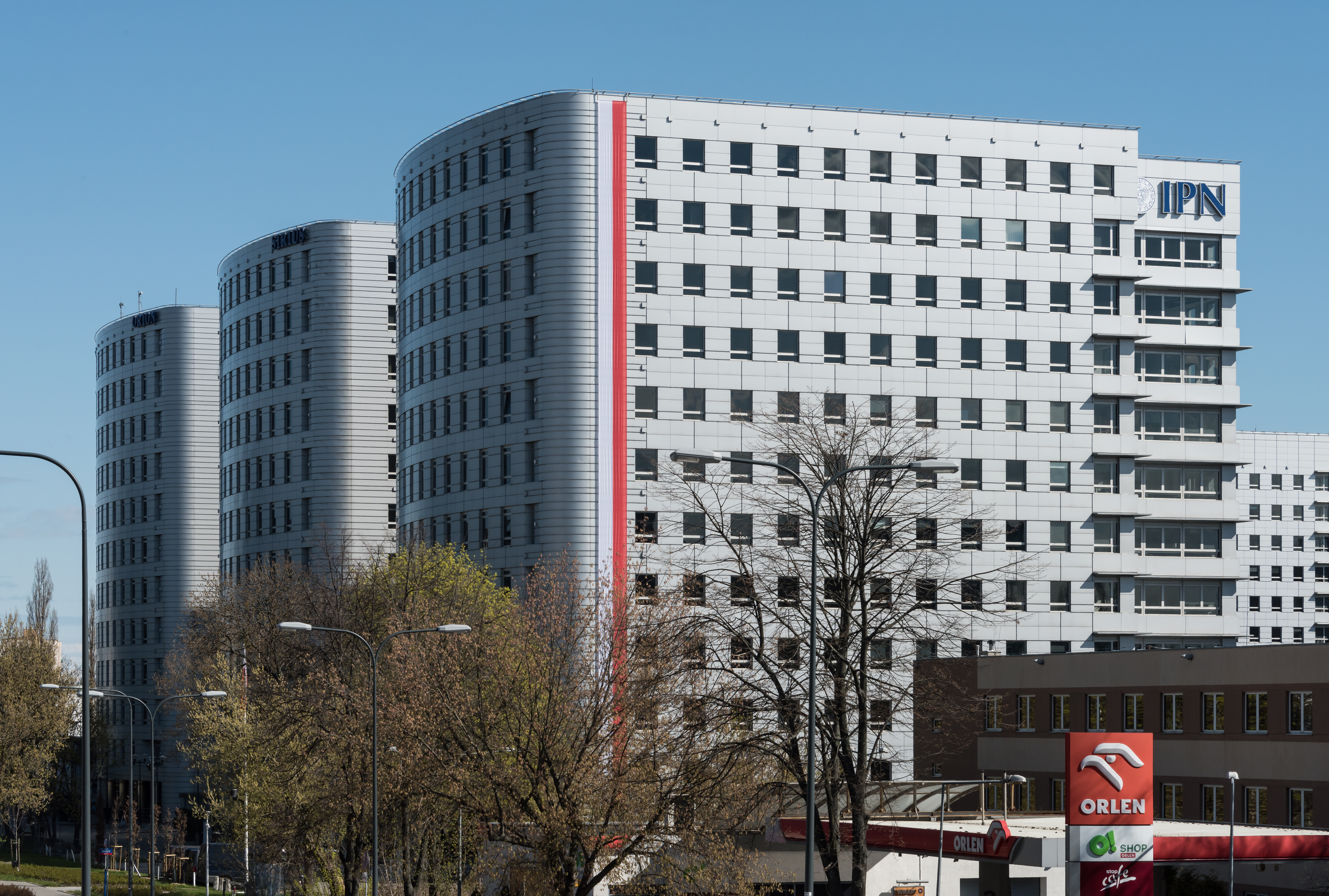
바르샤바에 위치한 폴란드 국립 추모 연구소 중앙 청사.

국립추모연구소 - 폴란드 국가범죄 기소위원회(폴란드어: Instytut Pamięci Narodowej – Komisja Ścigania Zbrodni przeciwko Narodowi Polskiemu) 폴란드 정부의 연구소이다. 폴란드의 과거 역사에 대한 연구소지가 폴란드에 대한 국가 범죄를 저지른 나치나 소련의 주요 인물을 기소하는 단체이다.